# Họ Thông tre
Họ Thông tre tên khoa học là Podocarpaceae là một họ của thực vật hạt trần. Họ này ở Việt Nam xuất hiện nhiều với loài kim giao (thuộc chi Nageia) nên trong văn bản người ta thường có thói quen gọi là họ Kim giao. Họ này có khoảng 18-19 chi với 170-200 loài.

## Đặc điểm chung
Chủ yếu là các cây gỗ lớn, gỗ nhỡ, gỗ nhỏ, cây bụi. Cành mọc gần vòng. Lá hình trái xoan, hình dải, hình ngọn giáo, hoặc hình vảy, mọc xoắn ốc hoặc gần đối, thường vặn cuống và cùng với cành tạo thành mặt phẳng.
Thường là nón đơn tính khác gốc. Nón đực mọc lẻ hoặc mọc cụm ở nách lá gần đầu cành, nhị nhiều, xếp xoắn ốc, mỗi nhị mang 2 bao phấn. Nón cái thường mọc lẻ ở nách lá gần đầu cành ngắn, lá noãn trên cùng mang 1 noãn đảo, các lá noãn khác tự teo ở dạng vảy hoặc dính lại thành đế mập. Quả nón 1 hạt, dạng quả kiên hoặc quả hạch, hạt thường có vỏ giả khô hoặc mập bao bọc. Các lá noãn phía dưới bật thụ tạo thành đế mập hoặc vảy lợp cuống quả. Phôi có 2 lá mầm, nảy mầm trên đất.

## Phân bố
Phân bố chủ yếu ở vùng nhiệt đới và á nhiệt đới nam bán cầu.